# Сянлю (супутник)

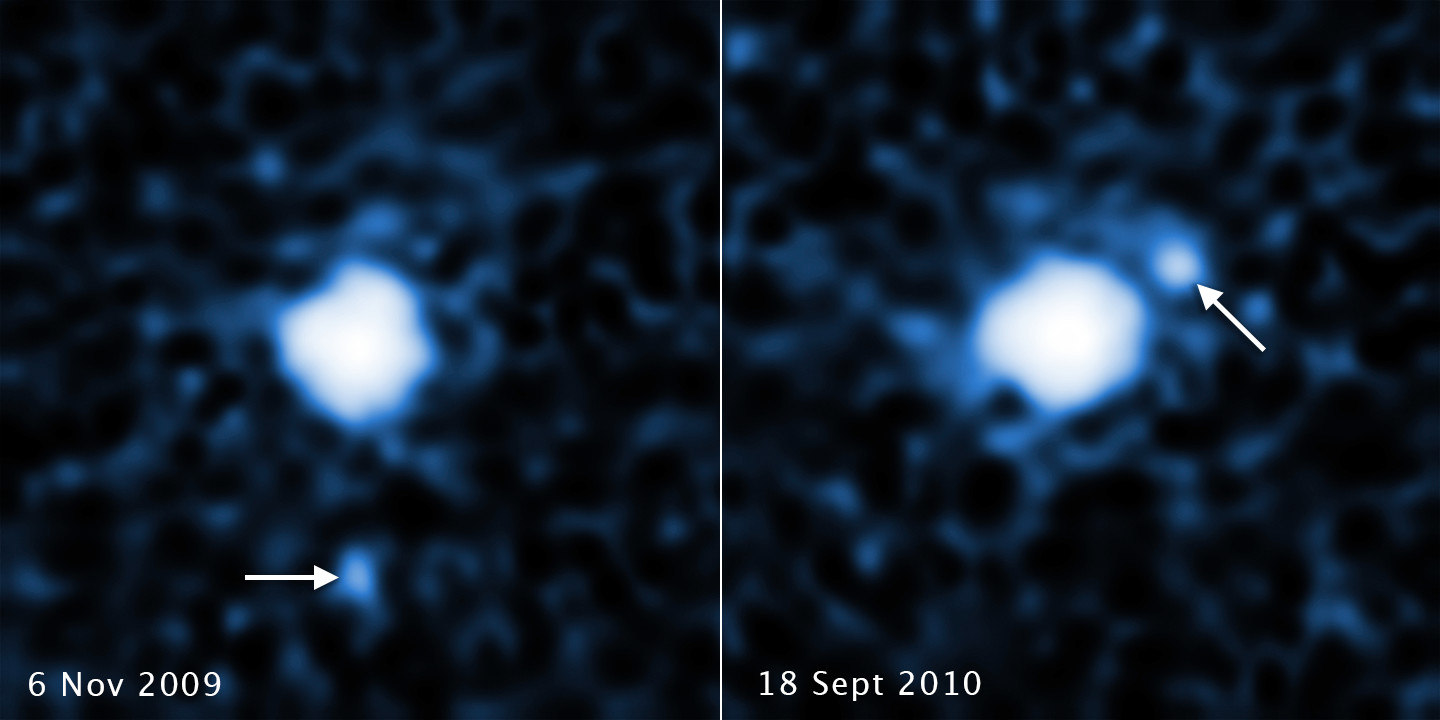
Сянлю на знімках 2009 та 2010 років.

Сянлю (англ. Xiangliu) — супутник у кандидата в карликові планети Гунгуна. 
Наявність супутника, що обертається навколо Гунгуна на відстані близько 15 тис. км, було виявлено в 2016 році при обробці знімків, зроблених космічним телескопом «Габбл» у вересні 2010 року.
Після обчислення орбітальних параметрів об'єкту було присвоєно тимчасове позначення. Відповідно до системи тимчасових позначень астрономічних об'єктів супутник Гунгуна отримав позначення S/2010 (225088) 1.
5 лютого 2020 року супутник Гунгуна отримав назву на честь чудовиська з китайської міфології Сянлю.

## Історія відкриття
Довгий час вважалося, що у найбільшого безіменного об'єкта поясу Койпера, що пізніше отримав назву Гунгун, відсутні природні супутники. Було відомо лише про екстремально повільне обертання Гунгуна, нетипове для карликових планет. Про відкриття супутника стало відомо лише в 2016 році після аналізу архівних знімків телескопу «Габбл». Дві фотографії були зроблені 18 вересня 2010 року і 6 листопада 2009 року. Ці знімки дозволили оцінити параметри орбіти супутника з великим розкидом і допомогли визначити його розміри.

## Характеристики
Через те, що інформація про супутник Сянлю обмежувалась двома фотографіями, неможливо було точно визначити його орбітальні та фізичні характеристики. Спочатку вважалось, що діаметр Сянлю може становити 237 км або від 240 до 400 км, період обертання може перебувати в межах від 35 до 100 земних діб, а відстань Сянлю від Гунгуна становить щонайменше 15 000 км. У 2018 році з'явились дані про діаметр Санлю в межах 40 — 100 км, проте дані 2021 року більш обережно обмежили верхню межу діаметра Санлю у 200 км.